# Hoya celebica
Hoya celebica är en oleanderväxtart som beskrevs av Jacob Gijsbert Boerlage. Hoya celebica ingår i släktet Hoya och familjen oleanderväxter. Inga underarter finns listade i Catalogue of Life.